# Les Polarophiles tranquilles
Née d’une association d’amateurs de romans policiers, cette publication semestrielle de 4 ou 8 pages selon les numéros propose des regards différents sur le genre, des regards tournés vers le fonds plutôt que la nouveauté.

## Sujets et travaux
On y parle de Georges Simenon et de Frédéric Dard, de la collection Série noire et de certains pseudonymes utilisés, de Graham Greene et du polar au féminin, etc. La publication, gratuite, s’adresse à tous les amateurs du genre.
Le président de cette association et directeur de publication Thierry Cazon a démontré que Frédéric Dard avait écrit sous le pseudonyme de Frédéric Valmain, même si la famille Dard dément catégoriquement ce fait. Voir cet article.
La revue a publié en outre les ressorts du conflit entre Simenon et Frédéric Dard ; et révélé la collusion entre James Hadley Chase et Graham Greene évoquant les divers aspects de leur collaboration.

## Notice bibliographique
Les Polarophiles tranquilles : bulletin de liaison [responsable de la publ. Thierry Cazon]. - no 1(2003,mars). - Cannes. Semestriel. - Autre forme de titre : Bulletin de liaison (Polarophiles tranquilles). - A aussi une version en ligne : polarophile.free.fr - DLP 2006. - 843.087 209 (21). ISSN 1951-2414.

## Sommaire des numéros
| Numéro | Date de publ.  | Texte                                                                             | Auteur                        | Disponibilité / remarques |
| 1      | Mars 2003      | Simenon au théâtre                                                                | Thierry Cazon                 | Épuisé. Il existe des traductions en anglais et italien de ce texte [PDF]                                                    |
| 2      | Septembre 2003 | Enquête sur trois auteurs masqués : Graham Greene, Frédéric Dard et Romain Gary   | Thierry Cazon                 | Il existe une trad. en anglais de ce texte [PDF]                                                                             |
| 3      | Mai 2004       | Gloses de styles Le choc Simenon/Dard                                             | Robert Deleuse Thierry Cazon  | |
| 4      | Novembre 2004  | La littérature policière au féminin L'œuvre théâtrale de Frédéric Dard            | Fanny Brasleret Thierry Cazon | |
| 5      | Mars 2005      | La Maladie de Chooz, un Frédéric Dard dans la Série noire                         | Thierry Cazon                 | |
| 6      | Janvier 2006   | Prisonnière à Venise (nouvelle)                                                   | Gérard Morel                  | |
| 7      | Avril 2006     | Les mystères de la Série noire : Londres Express de Peter Loughran                | Thierry Cazon                 | Il existe une trad. en anglais de ce texte [PDF] "The Train Ride by Peter Loughran"                                          |
| 8      | Juillet 2006   | Traité de survie en milieu moderne : Les Naufragés de Graham Greene               | Julien Dupré                  | Il existe une trad. en anglais de ce texte "Graham Greene : Survival treaty in a modern environment [PDF] (England made me)" |
| 9      | Janvier 2007   | La Série morte était noire ; William Campbell Gault                               | Julien Dupré                  | |
| 10     | Septembre 2007 | Frédéric Dard ou la crève d'être un homme Batailles sur la route de Frédéric Dard | Julien Dupré Thierry Cazon    | |
| 11     | Décembre 2007  | Notes sur Frédéric Dard et ses différents pseudos                                 | Alexandre Clément             | |
| 12     | Juillet 2008   | Pourquoi Dolores Hitchens ? Dolores Hitchens ou le vertige du banal               | Thierry Cazon Julien Dupré    | |
| 13     | Décembre 2008  | Alain Moury, scénariste et écrivain                                               | Alexandre Clément             | Il existe une trad. en anglais de ce texte [PDF] "Alain Moury, writer and scriptwriter"                                      |
| 14     | Mai 2009       | L'étrange cas du Dr Greene et de Mr Chase                                         | Thierry Cazon Julien Dupré    | Il existe des traductions en anglais, allemand et italien de ce texte [PDF]                                                  |
| 15     | Novembre 2009  | Les auteurs aux identités multiples                                               | Thierry Cazon                 | Il existe des traductions en anglais et allemand de ce texte [PDF]                                                           |
| 16     | Mars 2010      | L'étrange cas du Dr Greene et de Mr Chase (2e partie)                             | Thierry Cazon Julien Dupré    | Il existe une trad. en anglais de ce texte [PDF]                                                                             |
| 17     | Décembre 2010  | L'étrange cas du Dr Greene et de Mr Chase (suite et fin)                          | Thierry Cazon Julien Dupré    | |